# Prostytucja w Holandii

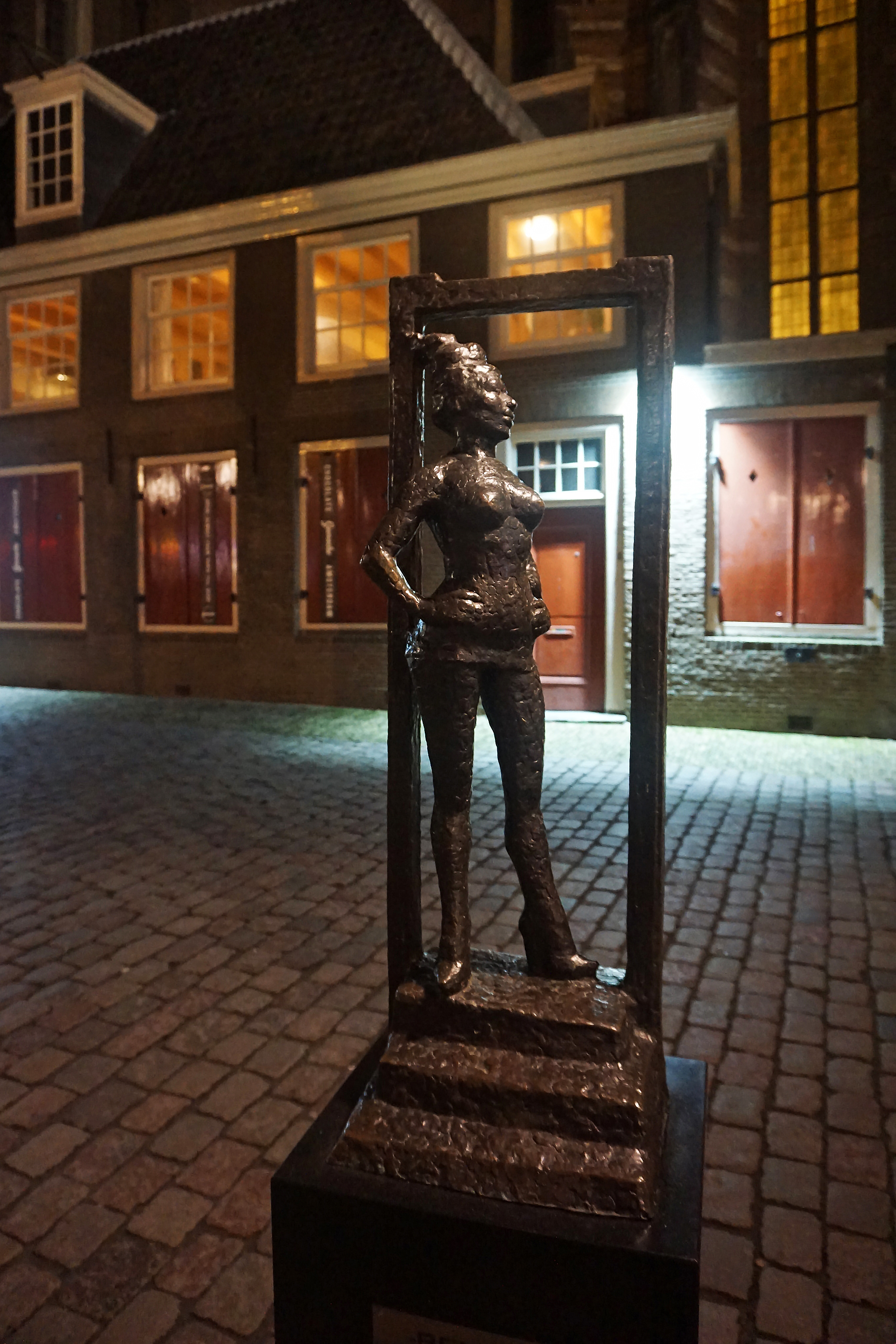
Statua prostytutki Belle na de Wallen w Amsterdamie

Prostytucja w Holandii – w Holandii prostytucja jest zalegalizowana, a domy publiczne mogą działać legalnie. Jak każda prywatna działalność zarobkowa i ta jest objęta ramami prawnymi.

## Ramy prawne
Każdy kto świadczy takie usługi musi być zarejestrowany w Kamer van Koophandel, holenderskiej Izbie Handlowej. Prostytutki świadczące usługi indywidualnie również muszą być zarejestrowane. Powoduje to posiadanie numeru rejestracyjnego i numeru podatkowego, co z kolei powoduje zobowiązania podatkowe wobec państwa holenderskiego, także w przypadku obcokrajowców świadczących takie usługi. Osoby te muszą posiadać oficjalny prywatny adres (meldunek w Urzędzie Miasta/Gminy), to znaczy miejsce zamieszkania. W miejscu zamieszkania nie jest dozwolone prowadzenie tego rodzaju działalności. Na przykład ze względu na skargi sąsiadów osoba taka, jeśli jest obcokrajowcem, może być deportowana. Miejscem świadczenia tego rodzaju usług są wyznaczone miejsca w miastach, tak zwane „prostitutiegebieden” lub po angielsku Red Light Districts (pol. obszary prostytucji, dzielnice czerwonych latarni). Osoby trudniące się prostytucją, jak każdy mieszkaniec Holandii, muszą odprowadzać składki na ubezpieczenie zdrowotne i podlegają powszechniej opiece zdrowotnej; składają kwartalne zeznania podatkowe i raz do roku roczne sprawozdanie finansowe do holenderskiego Urzędu Skarbowego – Belastingdienst.

## Prostytucja okienna
Najbardziej popularnym świadczeniem takich usług w Holandii jest tzw. prostytucja okienna. Polega to na tym, iż w parterowych mieszkaniach, w pokoju od ulicy umieszczone jest duże okno, takie jak okno wystawowe w sklepach i w tym oknie siedzi skąpo ubrana prostytutka zachęcająca przechodniów. Obok okna znajdują się drzwi z małym, otwieranym oknem. Potencjalny klient podchodzi do małego okna, które jest uchylane przez prostytutkę i następuje negocjacja. Ustalane są: zakres usługi, czas i cena. Po uzgodnieniu warunków klient jest wpuszczany do środka, a okna zostają zasłonięte szczelną, nieprzezroczystą kotarą. Po upływie ustalonego czasu klient wychodzi, a prostytutka siada ponownie w oknie i czeka na kolejnego klienta.

## Lista obszarów prostytucji w Holandii
W wielu przewodnikach turystycznych Holandii można znaleźć poniższą listę.
Najbardziej znaną dzielnicą czerwonych latarni jest de Wallen w Amsterdamie, ale inne miasta holenderskie też posiadają własne „czerwone ulice”.
- Achterdam – Alkmaar
- de Wallen – Amsterdam
- Spijkerkwartier – Arnhem
- Westervoortse Dijk – Arnhem
- Geleenstraat – Haga
- Doubletstraat – Haga
- Bokkingshang – Deventer
- Baeklandplein – Eindhoven
- Nieuwstad – Groningen
- Begijnhof – Haarlem
- Munnikstraat – Heerenveen
- Weaze – Leeuwarden[10]
- Nieuwe Markt – Nijmegen
- Zandpad – Utrecht
- Hardebollenstraat – Utrecht

## Galeria

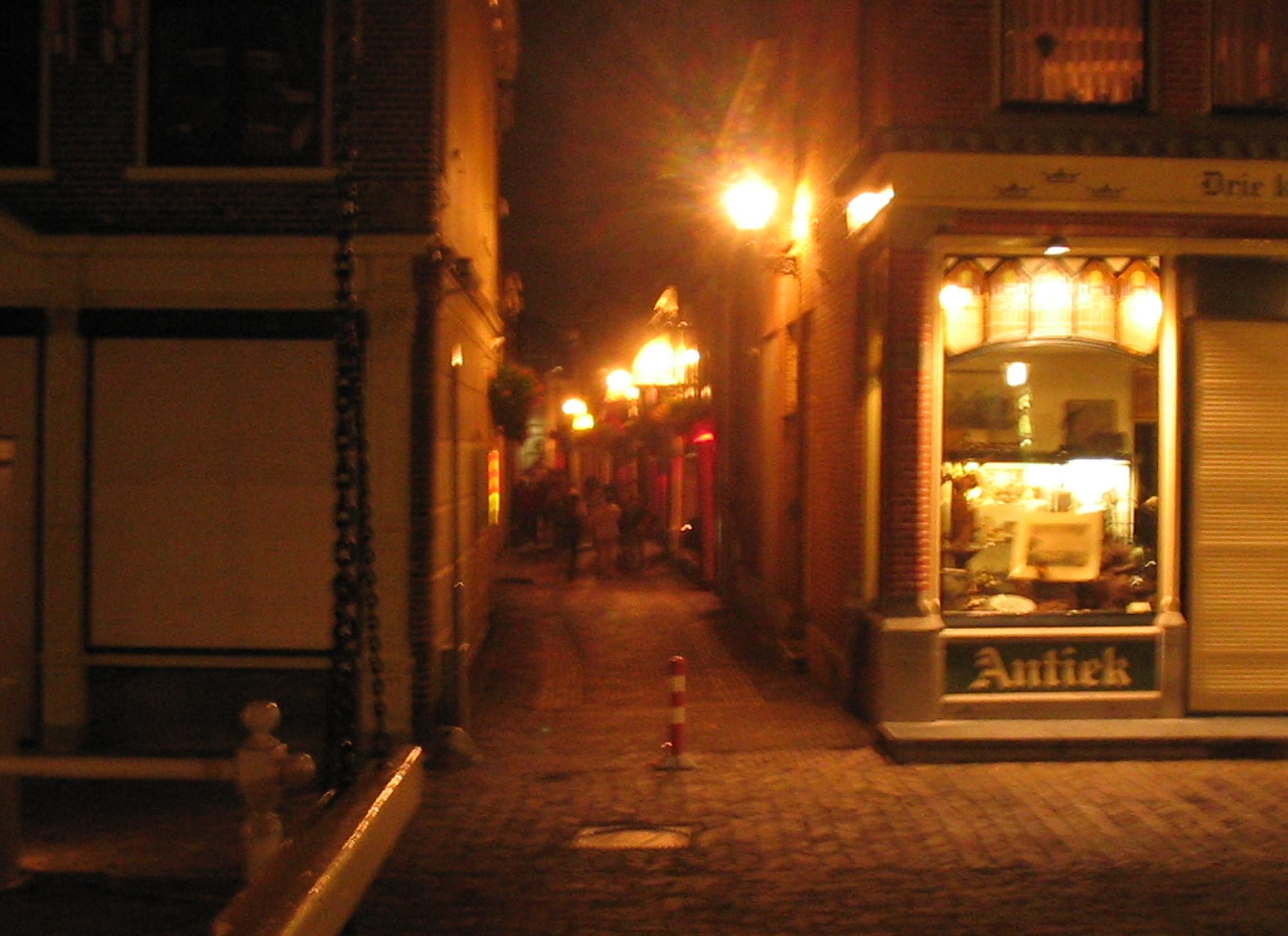
Achterdam, Alkmaar
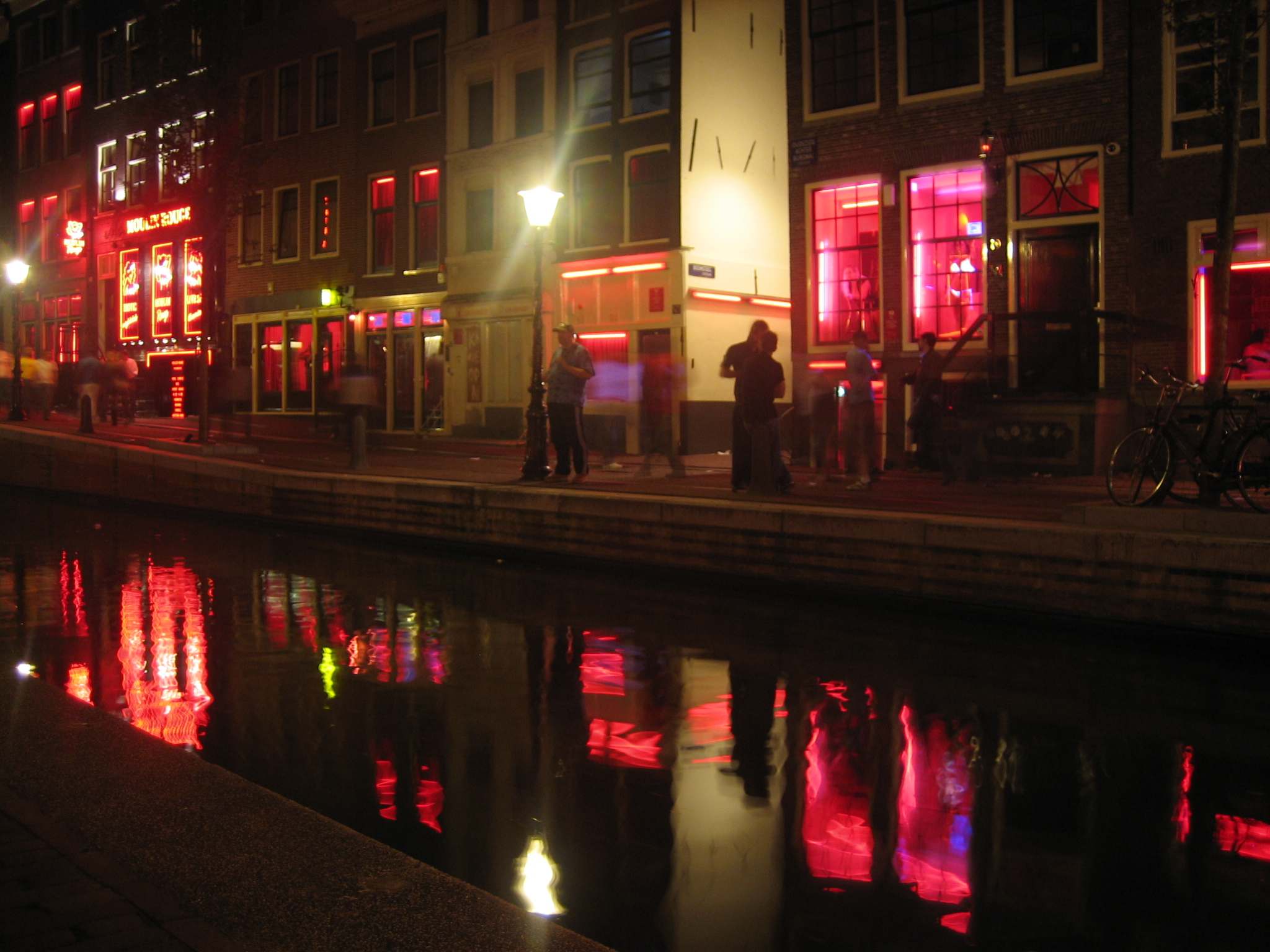
De Wallen, Amsterdam
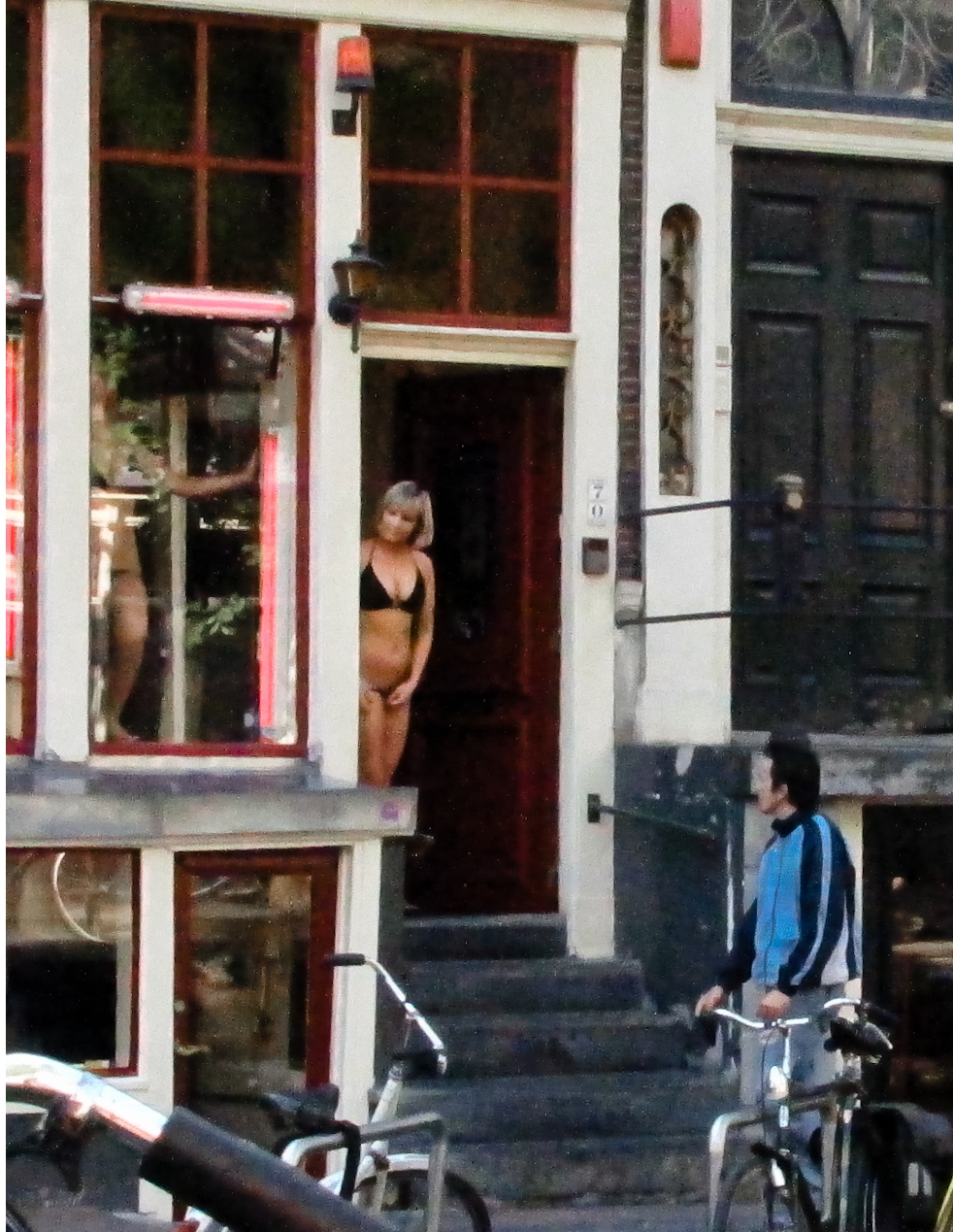
Amsterdam
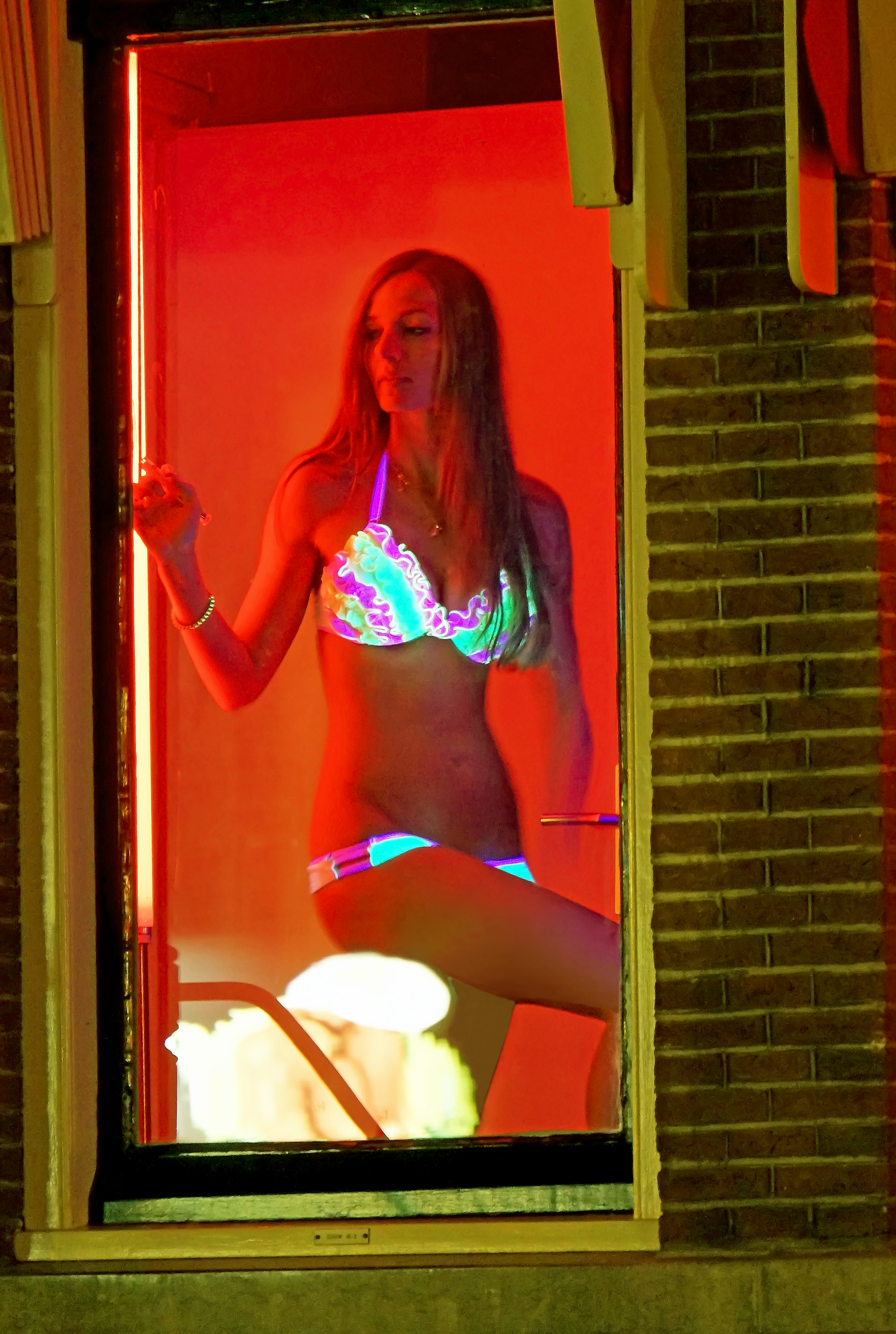
Amsterdam
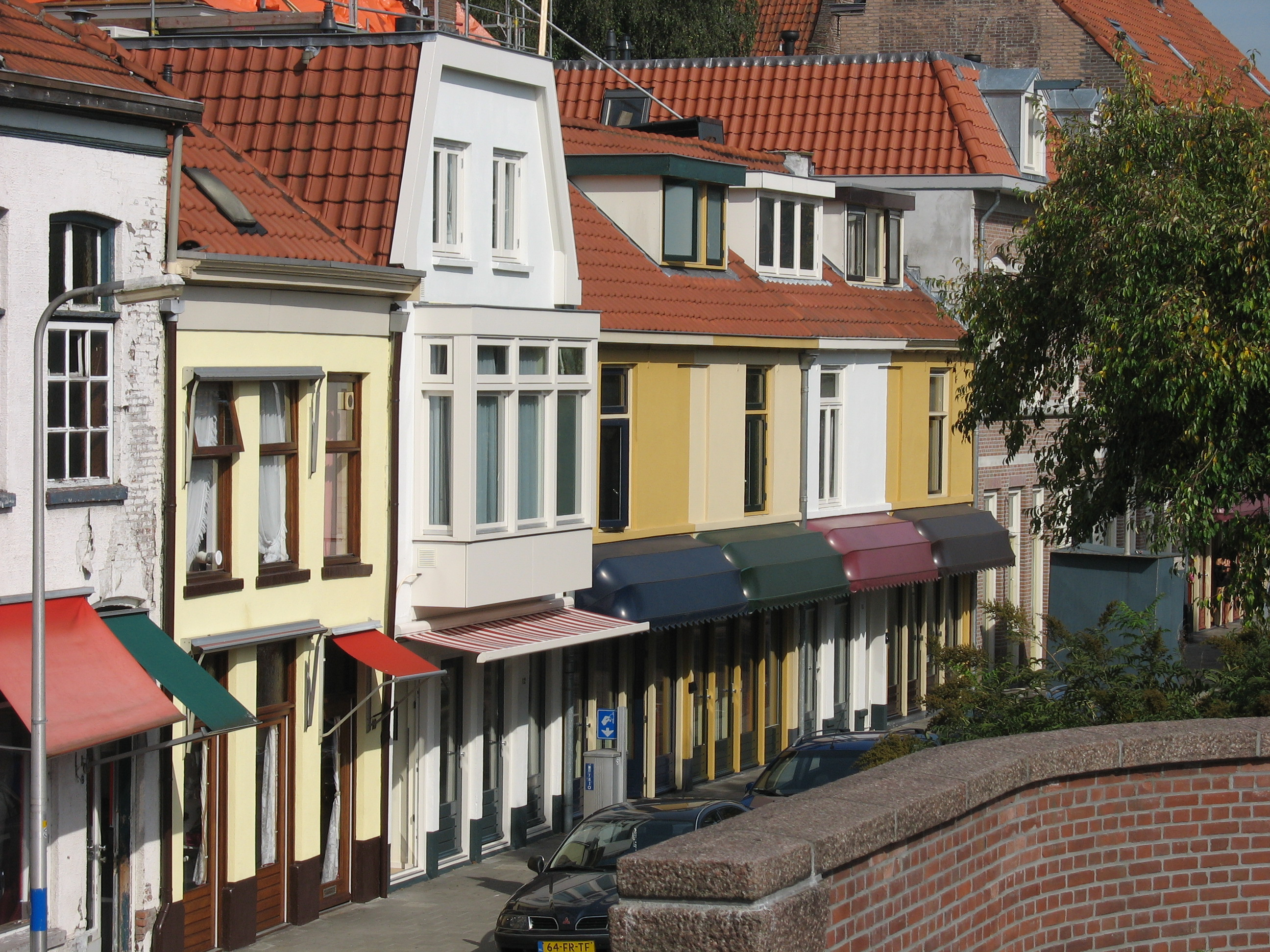
Bokkingshang, Deventer
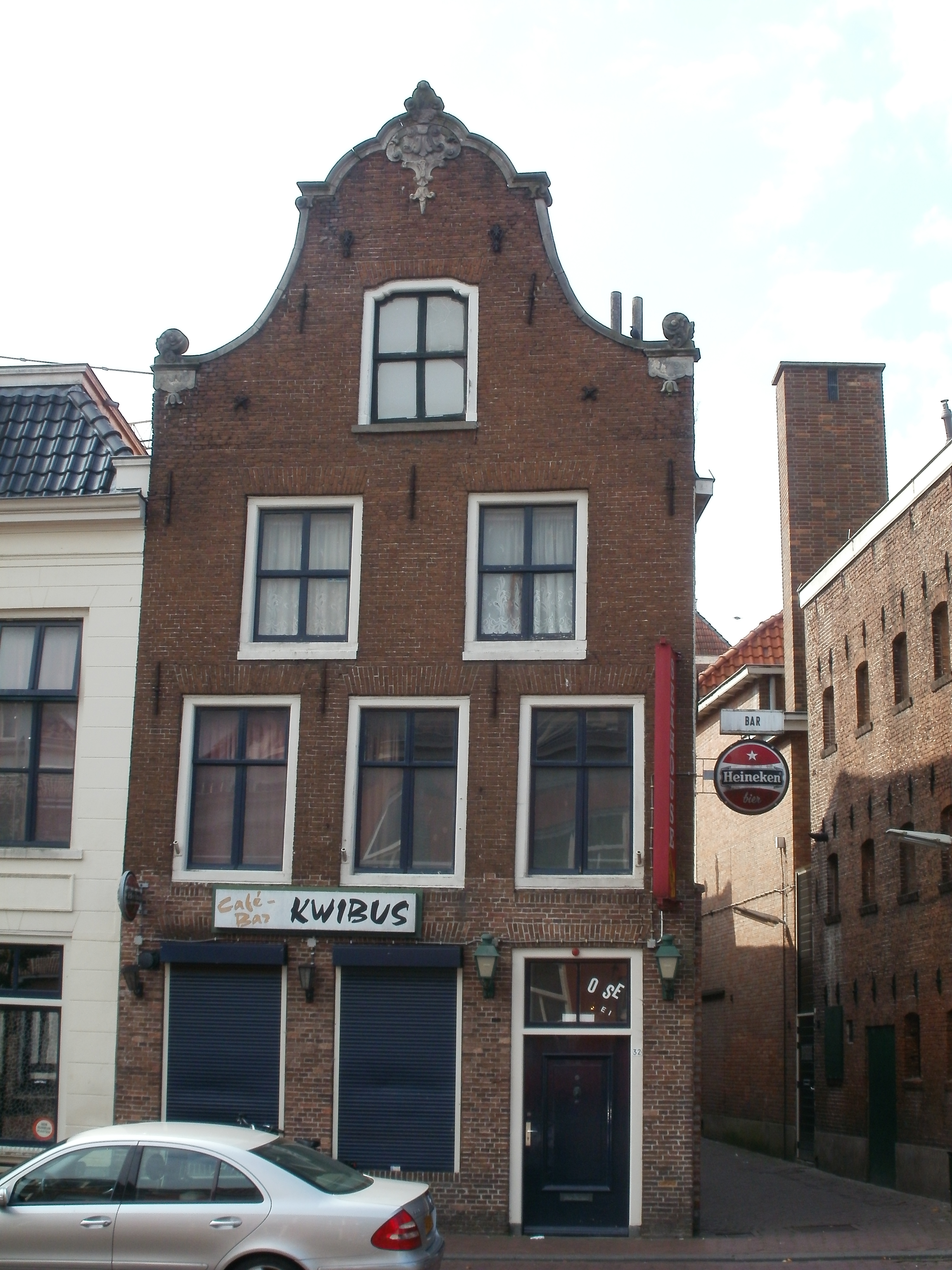
Weaze, Leeuwarden